# Flaminio Delfini
Flaminio Delfini (Roma, 1º novembre 1552 – Ferrara, 7 novembre 1605) è stato un militare italiano suddito dell'allora Stato Pontificio.
Fu generale dell'esercito e comandante della flotta dello Stato Pontificio.

## Biografia
Nacque a Roma dal nobile Mario Delfini, priore dei Caporioni, commerciante arricchitosi con la vendita del latte di capra, e Properzia Miccinelli. L'attività commerciale paterna fu tenuta celata dopo che i figli e le figlie, sposate a membri di nobili famiglie romane, raggiunsero un certo prestigio.

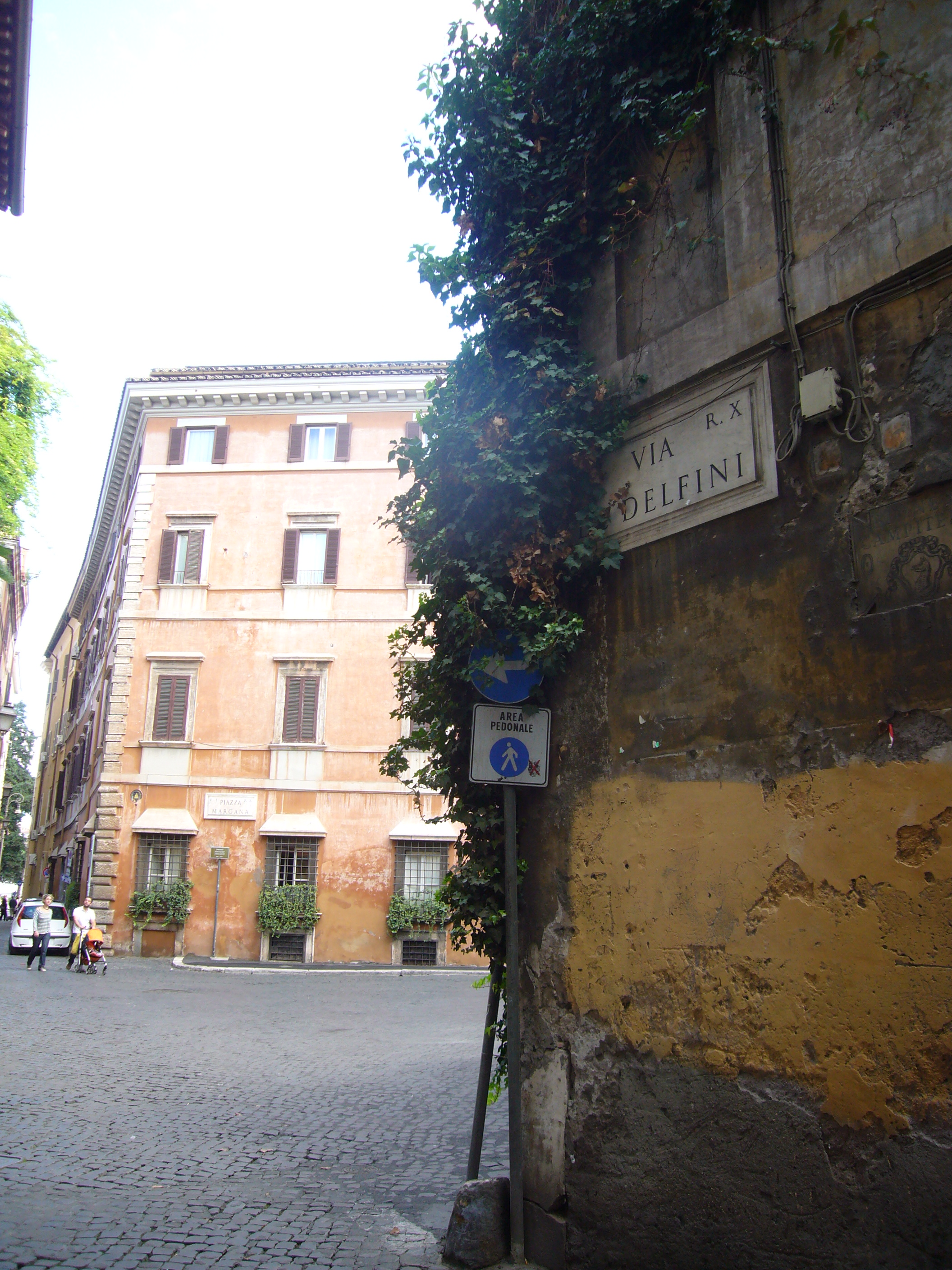
Via dei Delfini

La famiglia Delfino era un ramo della nobile famiglia Dolfin di Venezia, che si era trasferita nel XV secolo a Roma. Sono sconosciute le motivazioni di questo trasferimento. I Dolfin abitavano in una casa acquistata da Antonio Frangipane, nella zona detta Platea Turris Melangoli. Nel XVI secolo Mario Delfino costruì nella medesima zona il palazzo che diede il nome alla via.
Iniziò molto giovane la sua carriera militare combattendo a Lepanto nell'ottobre 1571 poi fu a lungo in Francia. Si distinse più tardi nelle campagne contro il banditismo nelle terre pontificie.
Tra il 1595 ed il 1597 partecipò alle campagne d'Ungheria. Nel 1595 Clemente VIII affidò al nipote Giovanni Francesco Aldobrandini il comando delle truppe da inviare in Ungheria. A causa di una "infermità" del "nipote nostro carissimo" con una lettera nominò Flaminio Delfini maestro generale di campo. In questa occasione si rivolge a Delfini chiamandolo "nobile romano".
Nel 1599 fu inviato pontificio a Praga alla corte Imperiale di Rodolfo II.

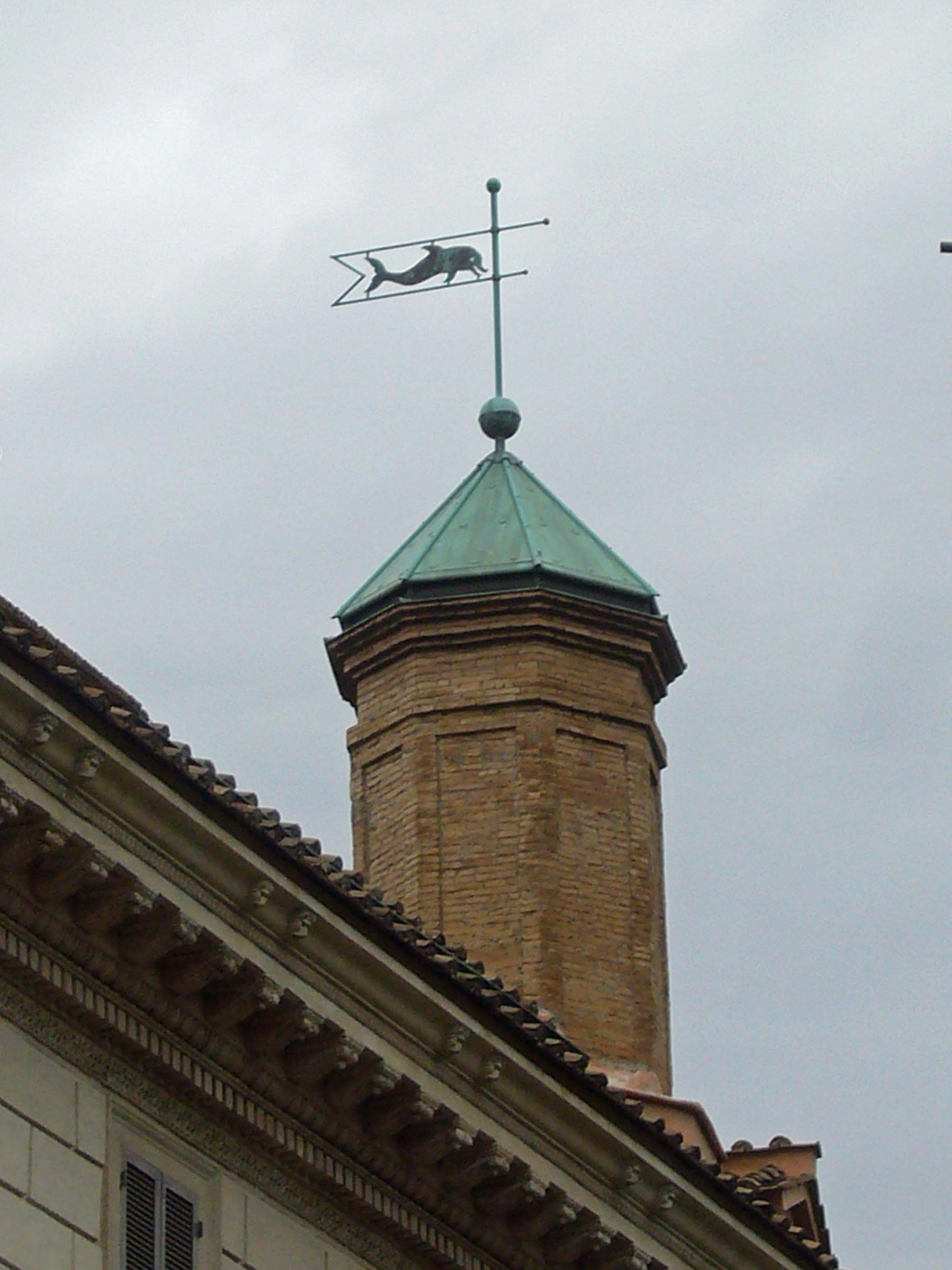
Palazzo Delfini torretta con il simbolo della famiglia

Alla morte di Cesare Magalotti, nel 1602, fu nominato luogotenente della flotta pontificia e prese il comando di Civitavecchia, incarico che gli fu revocato l'anno successivo, per aver ordinato ad alcuni sicari, l'assassinio di un corteggiatore della sorella Drusilla coniugata con Angelo Massimo, invece di accettare l'invito al duello. La sua autodenuncia fu però apprezzata dal papa che nel 1604 lo nominò governatore di Ferrara dove morì.
Le sue spoglie vennero trasportate a Roma e le esequie solenni furono officiate nella basilica di Santa Maria in Aracoeli.

## Riconoscimenti
Nella Sala dei Capitani dei Musei Capitolini si trova un monumento dedicato a Flaminio Delfini con l'iscrizione:
"FLAMINIO DELPHINIO MILITARIBUS ET IMPERATORIIS ARTIBUS MAGISTERIO EQUITUM DUCTU EXERCITUUM REBUS PRAECLARE GESTIS DOMI FORISQUE CLARISSIMO POST. FUNUS. PUBLICO AERE LUCTUQUE CELEBRATUM S.P.Q.R. CIVI OPTIMO MDCV"